# Хропов
Хропов (на словашки: Chropov) е село в окръг Скалица, Търнавски край, Западна Словакия. Населението му е 369 души.
Разположено е на 248 m надморска височина, на 13 km югоизточно от град Скалица. Площта му е 17,79 km². Кмет на селото е Рената Здражилова.